# Juliana Rotich
Juliana Rotich, née en 1977 au Kenya, est une spécialiste kényane des technologies informatiques qui a notamment participé à la création du premier logiciel open-source « made in Africa », Ushahidi, pour cartographier les dégâts et les témoignages dans les situations de crise, et qui dirige l'association de même nom. Elle travaille également à des solutions techniques facilitant l'accès à Internet sur tout le territoire africain.

## Biographie
Rotich est née au Kenya. Après avoir fréquenté l'école primaire et secondaire au Kenya, elle est admise à l'université du Missouri à Kansas City, aux États-Unis. Elle y obtient un Bachelor en informatique. Elle est boursière du MIT Media Lab. Après ses études, elle travaille dans l'industrie informatique un peu plus de 10 ans.
Elle devient ensuite directrice de Ushahidi, une organisation à but non lucratif développant le site Ushahidi.com et le logiciel  Open source de même nom permettant de maîtriser, vérifier et consolider les informations provenant du web ou de téléphones mobiles, avec géolocalisation,  en situation de crise. « Ushahidi » est le mot swahili qui signifie « témoignage ». Le logiciel est utilisé pour la première fois lors des  violences postélectorales au Kenya en 2007-2008; il a depuis été utilisé au Chili, Japon, Nouvelle-Zélande, Australie, Pakistan, Tanzanie, et à Haïti. Pour faciliter l’accès à Internet, y compris dans les zones sans électricité, elle a élaboré, depuis le iHub à Nairobi, un espace communautaire ouvert fondé en 2010 par son ami blogueur Erik Hersman, le boîtier BRCK. La BRCK agit comme un internet de secours de sorte qu'en cas de coupure de courant, elle bascule et se connecte automatiquement au réseau le plus proche. Elle permet d'avoir une connexion internet même dans les régions les plus reculées.  
En tant que blogueuse, elle écrit des articles sur Afrigadget.com, agit en tant que rédacteur chargé de l'environnement sur Global Voices. Comme conférencière, elle est connue pour ses analyses sur la technologie en Afrique et pour exprimer ses préoccupations au sujet de la perte de zones forestières et de captages d'eau autochtones au Kenya. Elle est une conférencière Senior des  sessions TED ,.
Afin de remédier au manque d'accès à internet dû aux coupures de courant à Nairobi, Rotich a cofondé la société BRCK Inc. qui produit un routeur WiFi mobile auto-alimenté qui dispose d'une batterie et d'un stockage embarqués. En 2019, BRCK acquiert Surf, un autre fournisseur d'accès à Internet, devenant le plus grand réseau WiFi public d'Afrique subsaharienne.  

## Distinctions
En 2011, Juliana Rotich a été nommée «entrepreneur social de l'année» par la Schwab Foundation au Forum économique mondial.
Le 25 avril 2017, elle a participé à une table ronde du W-20 à Berlin, avec Angela Merkel, Christine Lagarde, la reine Máxima, Chrystia Freeland, Ivanka Trump entre autres.
Le 4 octobre 2018, elle a été nommée docteur honoris causa de l'université de Namur.
Le 23 octobre 2019, la chancelière allemande Angela Merkel lui décerne le Prix de la fondation allemande pour l'Afrique 2019, qui récompense son engagement en faveur de la liberté d'expression.